# Šempeter-Vrtojba
Šempeter-Vrtojba es un municipio de Eslovenia, situado en el oeste del país junto a la frontera con Italia, en la región de Gorizia.
En 2018 tiene 6168 habitantes.
Es un pequeño municipio que únicamente comprende dos localidades: Šempeter pri Gorici y Vrtojba, siendo la primera el centro administrativo del municipio. Aunque se consideran localidades por haber sido históricamente núcleos separados, en la actualidad son en realidad barrios de la periferia meridional de la ciudad italiana de Gorizia, que quedaron fuera de dicha ciudad al ser incluidos en la República Federal Popular de Yugoslavia en 1947. Las dos localidades están separadas por la autovía que une Gorizia con Liubliana, y se ubican muy cerca de la ciudad de Nova Gorica, en cuyo municipio se incluyen la mayor parte de los barrios de Gorizia que actualmente pertenecen a Eslovenia.